# Stepnoje (Stawropol)
Stepnoje (russisch Степно́е) ist ein Dorf (selo) in der Region Stawropol in Russland mit 5611 Einwohnern (Stand 14. Oktober 2010).

## Geographie
Der Ort liegt etwa 220 km Luftlinie südöstlich des Regionsverwaltungszentrums Stawropol im nördlichen Kaukasusvorland. Er befindet sich am Flüsschen Suchaja Gorkaja, das ursprünglich über die Gorkaja Balka zur Suchaja Kuma abfloss, die sich im Steppengebiet südlich der Kuma in Richtung des Kaspischen Meeres verliert, aber seit Mitte des 20. Jahrhunderts in das umfangreiche System von Bewässerungskanälen in der Region eingebunden ist, darunter dem einige Kilometer östlich von Stepnoje vorbeiführenden Terek-Kuma-Kanal.
Stepnoje ist Verwaltungszentrum des Rajons Stepnowski sowie Sitz der Landgemeinde (selskoje posselenije) Stepnowski selsowet, zu der außerdem die Weiler (chutor) Jugo-Wostotschny (12 km südöstlich), Lewopadinski (8 km ostnordöstlich) und Wostotschny (11 km ostsüdöstlich, alle am Terek-Kuma-Kanal) gehören. Knapp zwei Drittel der Einwohner sind ethnische Russen, ansonsten überwiegend angehörige kaukasischer Ethnien, insbesondere Darginer und Nogaier.

## Geschichte
Der Ort wurde 1887 von Umsiedlern aus dem Dorf Burukschun (gut 30 km nordwestlich von Ipatowo im Nordwesten der heutigen Region Stawropol) gegründet und anfangs entsprechend als Nowy Burukschun („Neu-Burukschun“) bezeichnet. Er gehörte zunächst zum Ujesd Nowogrigorjewski des Gouvernements Stawropol mit Sitz in Praskoweja, ab der Aufteilung des Ujesds 1910 zum Ujesd Praskoweja beziehungsweise nach der Verlegung seines Verwaltungssitzes und Umbenennung 1910 zum Ujesd Swjatokrestowski mit Sitz in Swjatoi Krest (heute Budjonnowsk). Im März 1899 erhielt das Dorf seinen heutigen Namen (von russisch step für „Steppe“). 1905 wurde es Sitz einer Wolost.
1921 wurde der Ujesd noch dem kurzlebigen Gouvernement Terek angegliedert, bevor mit Auflösung des Gouvernements und der Ujesde im April 1924 (bestätigt am 2. Juni 1924) ein Solomenski rajon mit Sitz im 20 km südwestlich von Stepnoje gelegenen Dorf Solomenskoje ausgewiesen wurde. Er gehörte zum Okrug Terek der Süd-Östlichen Oblast (Jugo-Wostotschnaja oblast), ab November 1924 Region Nordkaukasus (Sewero-Kawkasski krai). Bereits am 16. Dezember 1924 (bestätigt am 4. Februar 1926) wurde die Rajonverwaltung nach Stepnoje verlegt und der Rajon entsprechend umbenannt. Am 21. Januar 1929 wurde der Rajon vorübergehend aufgelöst und sein Territorium unter den umliegenden Rajons aufgeteilt, Stepnoje selbst kam zum Woronzowo-Alexandrowski rajon mit Sitz im heutigen Selenokumsk; am 23. Januar 1935 wurde der Rajon mit verringerter Fläche neu ausgewiesen.
Im Zweiten Weltkrieg wurde Stepnoje Ende August 1942 von der deutschen Wehrmacht im Rahmen ihres Unternehmens Edelweiß eingenommen und Anfang Januar 1943 von der Roten Armee im Verlauf der Nordkaukasischen Operation zurückerobert. 2001 wurde am Ortsrand von Stepnoje ein Massengrab mit den Überresten mehr als 600 während der Okkupation ermordeten Juden aus der Region entdeckt; seit 7. September 2014 besteht dort eine Gedenkstätte mit den Namen von nur 32 der Opfer, die noch identifiziert werden konnten.
Am 30. September 1958 wurde der Rajon erneut aufgelöst und sein Territorium dem Woronzowo-Alexandrowski rajon (ab 1963 Sowetski rajon) angeschlossen; seit 3. April 1972 besteht er wieder in seiner heutigen Form.

### Bevölkerungsentwicklung
| Jahr | Einwohner |
| ---- | --------- |
| 1939 | 5954      |
| 1979 | 4320      |
| 1989 | 5148      |
| 2002 | 5951      |
| 2010 | 5611      |

Anmerkung: Volkszählungsdaten

## Verkehr
Von Stepnoje besteht in westlicher Richtung über die Regionalstraßen 07K-094 (über Nikolskoje) und 07K-095 (über Solomenskoje) Verbindung nach Selenokumsk, nach Nordosten über die 07K-076 nach Atschikulak an der 07K-022 Budjonnowsk – Neftekumsk. Durch Selenokumsk, Budjonnowsk und Neftekumsk verläuft die föderale Fernstraße A167 von Mineralnyje Wody nach Kotschubei in Dagestan.
In Selenokumsk befindet sich gut 60 km entfernt an der Strecke Georgijewsk – Budjonnowsk auch nächstgelegene Bahnstation.